# 2019年世界陸上競技選手権大会ジョージア選手団
2019年世界陸上競技選手権大会ジョージア選手団は、2019年9月27日から10月6日までカタールのドーハで開催された第17回世界陸上競技選手権大会のジョージア選手団。

## 選手団
- 人員: 選手 1人

## 選手名簿・結果
| 選手                   | 種目      | 予選       | 予選        | 決勝     | 決勝     |
| 選手                   | 種目      | 結果       | 順位        | 結果     | 順位     |
| ---------------------- | --------- | ---------- | ----------- | -------- | -------- |
| ヴァレリア・ザンダロワ | 女子5000m | 15分52秒11 | 23位 (12着) | 予選敗退 | 予選敗退 |